# De Vier Winden (Terbregge)
De Vier Winden is een stellingmolen uit 1776 aan de Rotte in de Rotterdamse wijk Terbregge. Tot 1964 werd met de molen graan gemalen. De molen aan de Terbregse Rechter Rottekade is tegenwoordig buiten bedrijf maar draaivaardig. Onder in de molen worden meelproducten verkocht en meestal draait De Vier Winden gedurende de openingstijden van de winkel.

## Externe link

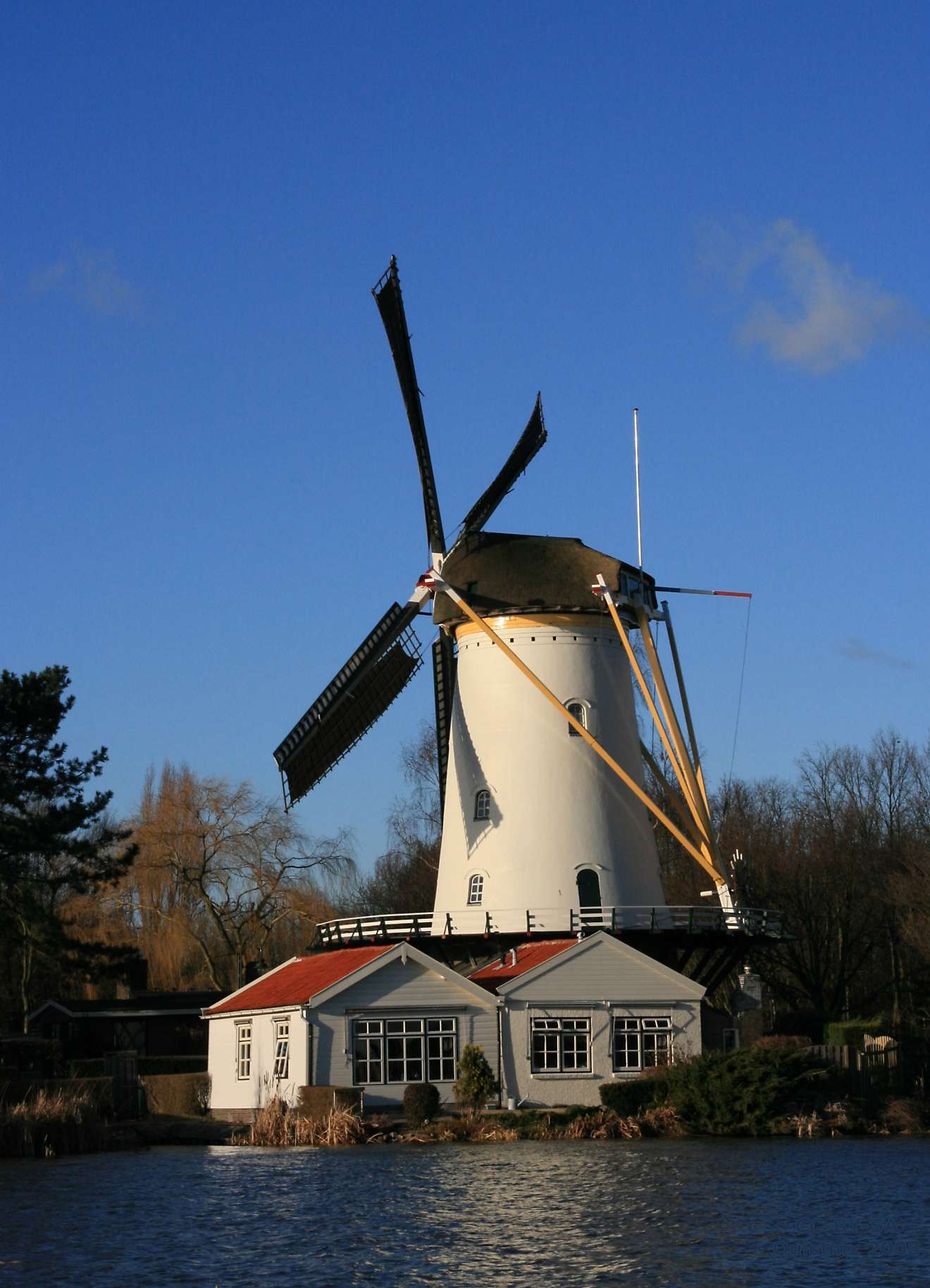
De molen gezien vanaf de overzijde van de Rotte